# Ameridion aspersum
Espèce
Synonymes
- Steatoda aspersa F. O. Pickard-Cambridge, 1902

 Ameridion aspersum est une espèce d'araignées aranéomorphes de la famille des Theridiidae.

## Distribution
Cette espèce est endémique du Guatemala.

## Description
La femelle holotype mesure 5 mm.

## Publication originale
- F. O. Pickard-Cambridge, 1902 : Arachnida - Araneida and Opiliones. Biologia Centrali-Americana, Zoology, London, vol. 2, p. 313-424 (texte intégral).